# Sarah Davies (Historikerin)
Sarah Davies ist eine britische Osteuropahistorikerin. Sie ist Professorin für Russische und Europäische Geschichte der Neuzeit an der University of Durham im britischen Durham. Ihre Arbeitsschwerpunkte liegen in den Bereichen Geschichte der Sowjetunion, Stalinismus und der kulturellen Aspekten des Kalten Krieges.

## Bisherige Forschung
1997 erschien ihr erstes Buch Popular Opinion in Stalin’s Russia, welches mit dem Alexander Nove Preis ausgezeichnet wurde. Seither veröffentlichte sie zahlreiche, überwiegend auf Englisch erschienene Beiträge, Artikel und Monographien.
Für ihr Forschungsprojekt zu Stalins Privatarchiv wurde sie durch ein Stipendium des Arts and Humanities Research Council gefördert, dessen Ergebnisse sie 2014 zusammen mit James Harris, Professor an der University of Leeds, unter dem Titel Stalin's World publizierte. Ihre erste Publikation zusammen mit Harris gab Davies im Anschluss an eine 2003 stattfindende Tagung als Sammelband unter dem Titel Stalin: A New History heraus.
Aktuell forscht sie in Durham im Rahmen einer Studie zu kulturellen Aspekten sowjetisch-britischer Beziehungen während des Kalten Krieges.

## Schriften (Auswahl)
- Popular Opinion in Stalin’s Russia. Terror, Propaganda and Dissent, 1934-1941. Cambridge University Press, 1997.
- mit James Harris: Stalin: A New History. Cambridge University Press, 2005.
- mit James Harris: Stalin’s World: Dictating the Soviet Order. Yale University Press, New Haven 2014.